# Afrikas fauna

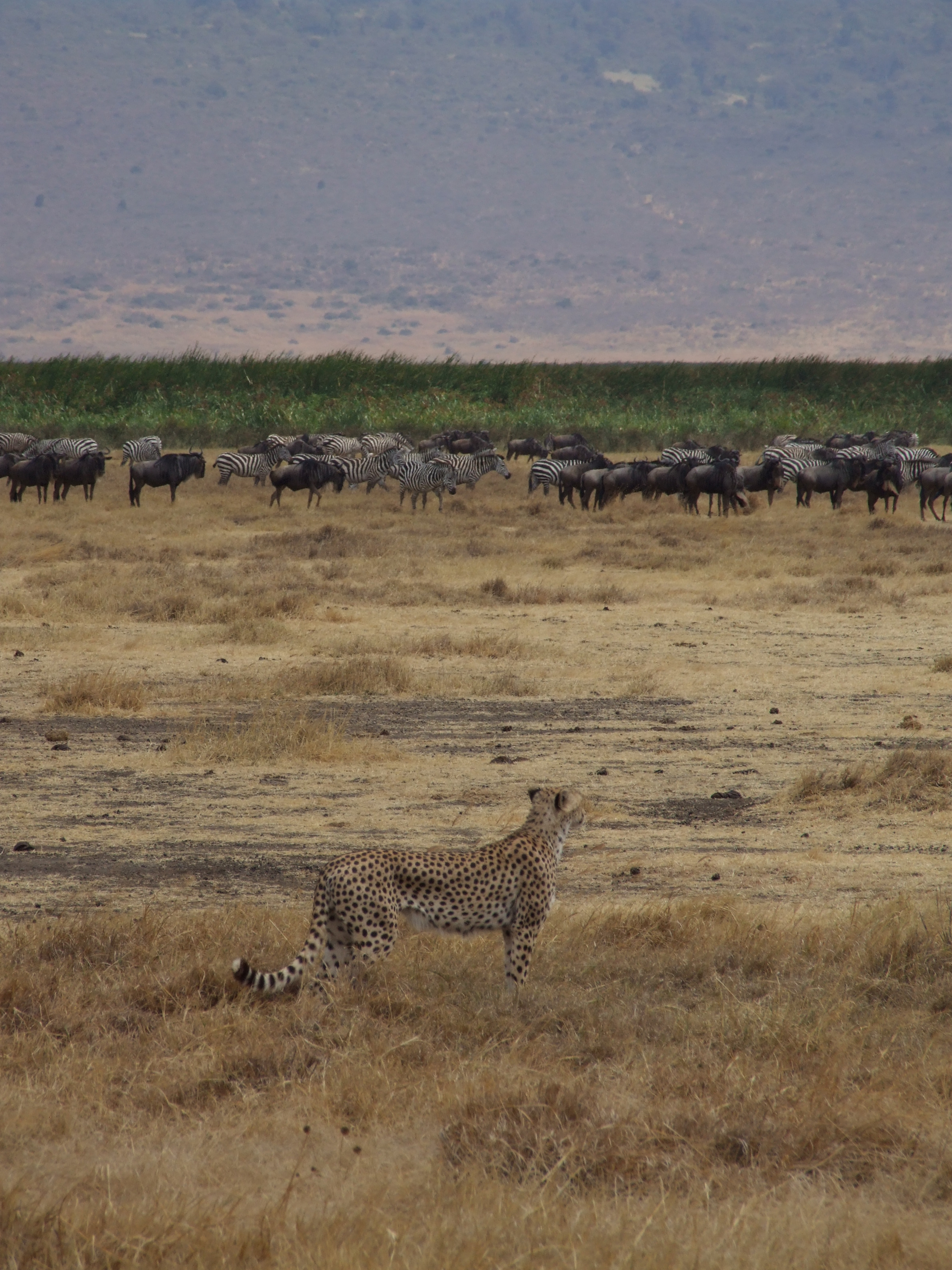
Större kattdjur som geparden och hovdjur som zebror är typiska för Afrikas fauna.

Afrikas fauna omfattar i vidsträckt betydelse alla djur som lever i Afrika samt i havet omkring kontinenten och på öar i närheten. De mest typiska afrikanska djuren lever i den Etiopiska djurgeografiska regionen (främst i det Subsahariska Afrika). Stora delar av Afrika ligger i den tropiska zonen på bägge sidor av ekvatorn som ger upphov till ett rikt djurliv.

## Ursprung
Landmassan som idag utgör Afrika erövrades redan av de tidigaste landdjuren men faunan som kännetecknar kontinenten idag uppkom först vid uppdelningen av superkontinenten Gondwana i mitten av mesozoikum.
Afrika var efteråt fyra till sex gånger hopkopplad med andra landmassor. Med hjälp av dessa länkar förlorade Afrika sin isolation och så skedde ett utbyte med andra delar av det forna Gondwana (Madagaskar, Sydamerika och troligen Indien) och inte minst med Laurasien. Utbyten till resten av Gondwana förekom sällan och vanligen vandrade arterna bort från Afrika. Däremot fanns många interaktioner med Laurasien och här var utbytet ömsesidigt. Bortsett från dessa landbroar var isolationen tillräcklig för att minska den biologiska mångfalden och för att skapa endemiska arter. Madagaskar skildes från Afrika vid Gondwanas uppdelning tidig under krita men var troligen åter hopkopplad med kontinenten under eocen.

Dagens Afrika var en del av Gondwana

Den stora växelverkan mellan Afrika och Eurasien där många landdjur vandrade mellan kontinenterna började för cirka 6,1 miljoner år sedan. Ungefär 0,4 miljoner år efteråt var Medelhavet nästan helt uttorkat och flera djurgrupper hade tillfälle att lätt tränga in i Afrika (till exempel kom möss (Murinae) från södra Asien).
Under tidig tertiär var Afrika täckt av en städsegrön skog som beboddes av flera djur som idag är vanliga i södra Asien. Klimatet blev åter torrt under pliocen och största delen av skogen förstördes. Skogsdjuren tog sin tillflykt i de öar av skog som blev kvar. Samtidigt bildades en landbro till Asien och många arter som var typiska för stäppen vandrade in till Afrika. Under tidig pleistocen började åter en våt period och skogen bredde ut sig igen. Savannens fauna blev uppdelad och isolerad, liksom skogsfaunan förut. De av Afrikas djur som lever i skogar kan därför ha olika rötter, de är antingen endemiska från tiden före pliocen eller djur från savannen som anpassade sig till livet i träden. För djur som idag lever på savannen finns liknande förklaringar. Isolationen i gamla tider skapade nära besläktade underarter i regioner som är vitt skilda från varandra. I Afrika, som är människans vagga, finns få tecken på förluster av den megafauna som fanns vid början av pleistocen. Det antas att de stora afrikanska djuren hade ett slags samevolution med den tidiga människan som gav dem tillräcklig tid att utveckla effektiva försvarsmekanismer. Kontinentens placering i tropikerna förskonade den även från epokens stora nedisningar och temperaturerna ändrade sig inte nämnvärt under pleistocen.

## Ryggradslösa djur

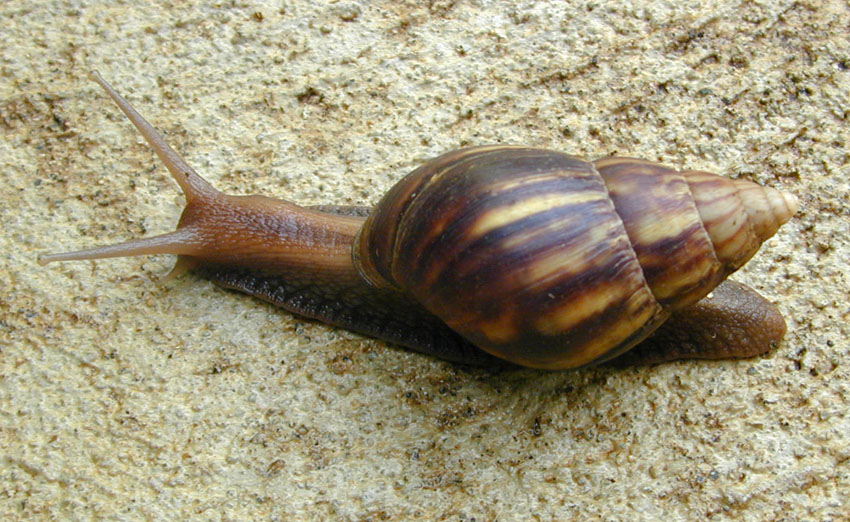
Afrikansk jättesnäcka (Achatina fulica) infördes av människan i andra världsdelar.

Zoologerna saknar mycket information om de ryggradslösa djuren i Afrika. Längs östra Afrikas kustlinje finns många koralldjur, mer än 400 arter är kända. Antalet arter tagghudingar och mossdjur ligger likaså över 400 respektive 500. En del rundmaskar som Onchocerca volvulus, Wuchereria bancrofti, och Guineamask (Dracunculus medinensis) lever som parasiter i människan. Som betydande skadedjur på sädesväxter av samma djurstam kan nämnas Meloidogyne, Pratylenchus och Helicotylenchus. Av klomaskar finns bara ett fåtal, till exempel släktena Peripatus, Peripatopsis och Opisthopatus.
En större variation av sötvattenlevande blötdjur finns i östafrikanska insjöar. Av havslevande snäckor förekommer bara ett fåtal arter vid Atlantens kustlinje, istället är den tropiska kusten vid Indiska oceanen mycket artrik (mer än 3000 arter av snäckor med 81 endemiska arter). Skalet av porslinsnäckor (Cypraeidae) används tidigare i Afrika som betalningsmedel. Landsnäckor förekommer med många arter i bergstrakter av nordöstra Afrika och här finns även endemiska familjer som Achatinidae (med Afrikansk jättesnäcka) och Chlamydephoridae.
För närvarande är 156 arter av trögkrypare kända och av spindeldjur finns mer än 8000 arter. Afrikansk jättetusenfoting (Archispirostreptus gigas) är en av de största mångfotingar av hela världen. 20 släkten av krabbor är kända.

### Insekter
Ungefär 100 000 arter insekter från Afrika söder om Sahara är beskrivna, men det finns bara ett fåtal studier som undersökte den afrikanska insektsfaunan i sin helhet. Enligt uppskattningar motsvarar de afrikanska insekterna 10 till 20 procent av hela världens insektsarter. Cirka 15 procent av alla nyupptäckta insektsarter kommer från den Etiopiska regionen. Den enda endemiska ordningen är Mantophasmatodea (namnet gladiatorer har föreslagits som svensk beteckning).

## Fiskar
Afrika har en stor variation av sötvattenfiskar, cirka 3000 arter är beskrivna. De stora sjöarna i östra Afrika (Victoriasjön, Malawisjön, Tanganyikasjön) är ett centrum för biodiversitet för många fiskar. Det gäller främst familjen ciklider, av de cirka 2000 arterna lever ungefär två tredjedelar i nämnda sjörike. För floder i centrala Afrika räknades 194 fiskarter med 119 endemiska arter och bara 33 arter är begränsade på små regioner. Artrikedomen av havslevande fiskar är störst vid och i Indiska oceanen ungefär 2000 arter.

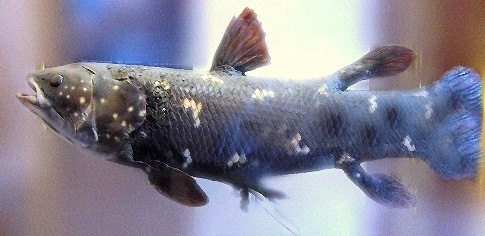
Latimeria chalumnae som förekommer mellan Komorerna och Madagaskar tillhör ordningen tofsstjärtfiskar (Coelacanthiformes) och är en av Afrikas fiskar som finns sedan urminnes tider.
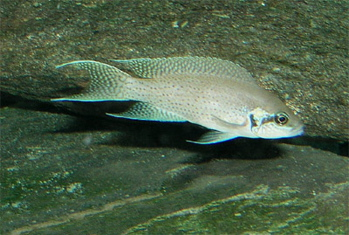
Prinsessan av Burundi (Neolamprologus brichardi) är en ciklid från Tanganyikasjön.

## Groddjur
Groddjursfamiljer som är begränsade till Afrika är Arthroleptidae, Heleophrynidae, Hemisotidae, gräsgrodor (Hyperoliidae), Mantellidae och underfamiljen Petropedetinae. Goliatgrodan (Conraua goliath) är världens största groda. Alla groddjur som lever på Madagaskar (238 arter) är endemiska på ön. En analys som IUCN gjorde mellan 2002 och 2004 kom till slutsatsen att bara 50 procent av Afrikas grodarter är livskraftiga (least concern), ungefär 130 arter betraktas som hotade och cirka en fjärdedel av dessa som akut hotade.

## Kräldjur

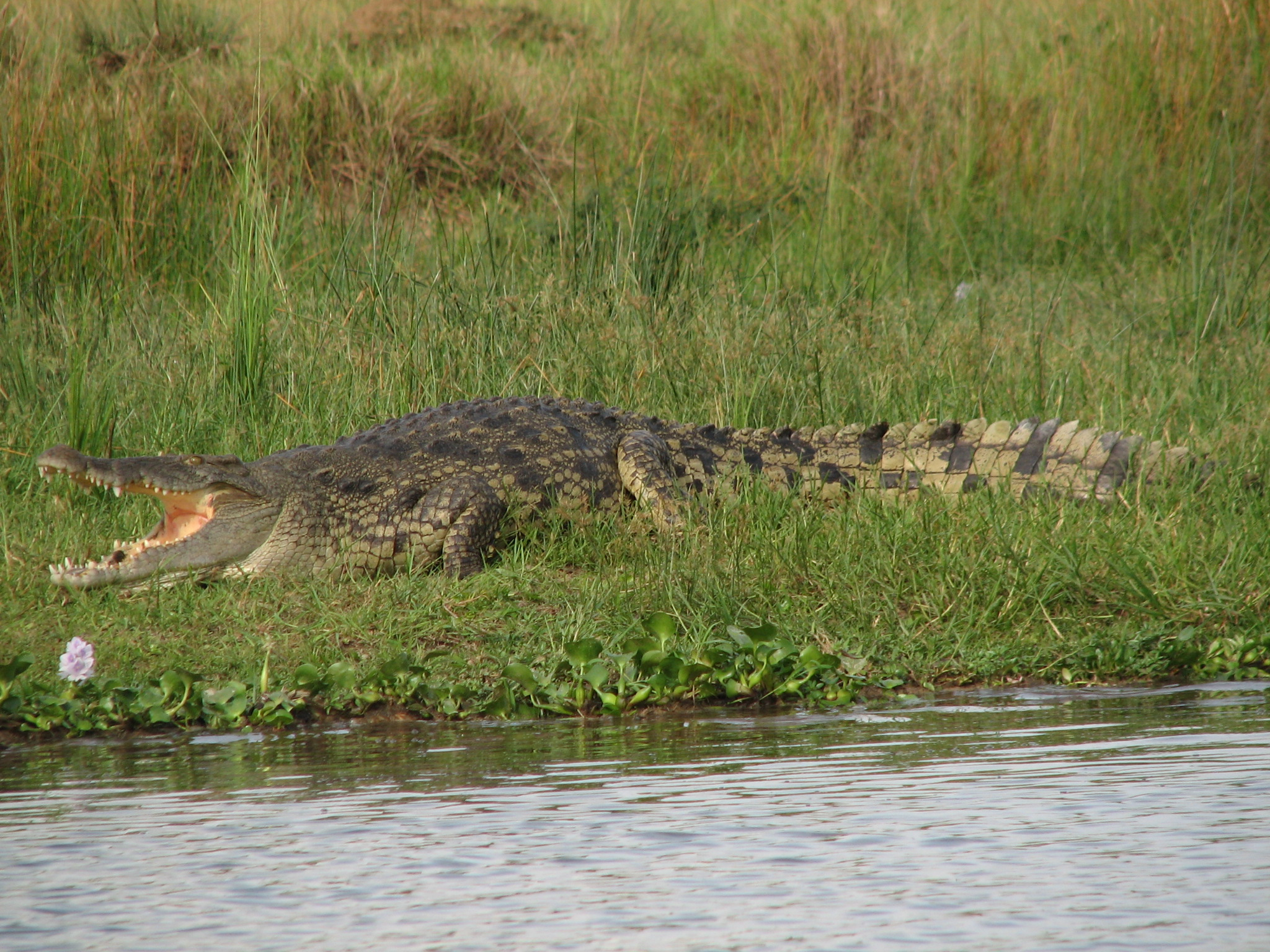
Nilkrokodil (Crocodylus niloticus)

Kända kräldjur från Afrika är framförallt krokodiler som Nilkrokodil, pansarkrokodil och dvärgkrokodil. Dessutom förekommer stora eller giftiga ormar som till exempel pytonormar, giftsnokar och egentliga huggormar men dessa ormfamiljer är inte endemiska för kontinenten. Av kameleonter lever många arter på Madagaskar. Andra kräldjur som ödlor, geckoödlor och varaner är också vanliga. Av masködlor lever 20 släkten med tillsammans 58 arter i Afrika.
Som typiska sköldpaddor kan nämnas Bells ledsköldpadda (Kinixys belliana), leopardsköldpadda (Geochelone pardalis) och Nillädersköldpadda (Trionyx triunguis).

## Fåglar
I Afrika lever över 2 600 arter av fåglar (permanent eller tidvis) och ungefär 1 500 av dessa är tättingar (ordning Passeriformes). Ungefär 115 afrikanska fågelarter betraktas som hotade.
Afrikas tropiska regioner ger hem åt flera olika endemiska fågelfamiljer som strutsar (Struthionidae), duvrallar, solfåglar, spindeljägare (Nectariniidae), sekreterarfåglar (Sagittariidae), pärlhöns (Numididae) och musfåglar (Coliidae). I Afrikas tropiker förekommer flera familjer av tättingar som inte finns någon annanstans, till exempel busktörnskator (Malaconotidae), klipphoppare (Chaetopidae), flikflugsnappare (Platysteiridae) och kråktrastar (Picathartidae). Typiska fåglar är dessutom papegojfåglar, ett flertal tranor, storkar, trappar, flyghöns, praktfåglar och fälthöns. Av hackspettartade fåglar hittas honungsgökar (Indicatoridae), afrikanska barbetter (Lybiidae), afrikansk dvärgspett (Sasia africana), markspett (Geocolaptes olivaceus) samt släktena Dendropicos och Campethera. Av rovfåglar kan nämnas olika vråkar (Buteoninae), kärrhökar, gamla världens gamar (Aegypiinae) samt gycklarörn (Terathopius ecaudatus) och släktet sånghökar (Melierax). Trogoner är representerade med släktet Apaloderma. Sydafrikansk pingvin (Spheniscus demersus) är den enda afrikanska arten av pingviner. På Madagaskar levde tidigare jättelika elefantfåglar (Aepyornithidae).